# Andy Najar
Andy Ariel Nájar Rodríguez (Marcovia, Choluteca, Honduras, 16 de marzo de 1993) es un futbolista hondureño, que juega como lateral derecho y su actual club es el Nashville Soccer Club de la Major League Soccer.

## Trayectoria

### Inicios
En 2002 sus padres se fueron a los Estados Unidos para conseguir trabajo y una mejor vida, mientras que Andy se quedó viviendo con su abuela en Honduras. Su madre Alilia Rodríguez trabajó en los Estados Unidos en un lavado de autos.
Ese año realizó el viaje para reunirse con sus padres en Alexandria, Virginia, junto a un traficante de personas. La travesía duró más de dos semanas, en las que tuvo que hacer un trayecto de dos días a pie por los desiertos de México y Texas.
Una vez en Estados Unidos, Najar siguió practicando el fútbol junto a sus amigos. Hasta que, dos años después, se le presentó la oportunidad de probarse en la academia del DC United, equipo de la Major League Soccer.
Los técnicos del equipo no dejaron pasar la oportunidad y lo ficharon para sus divisiones inferiores. Un año después, en 2010, dio el salto al primer equipo, en el que se convirtió en figura desde su primera temporada.
Su padre Wilson Najar jugó en los años noventa como un jugador de fútbol profesional.

### D.C. United

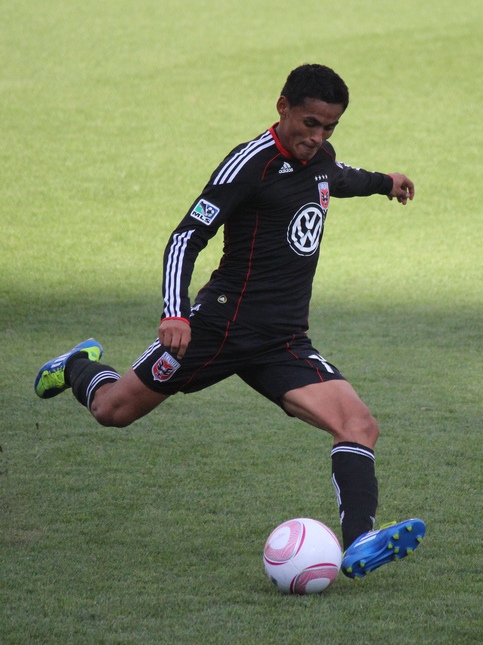
Najar jugando con D.C. United en 2011.

Najar firmó un contrato profesional Generación Adidas con el D.C. United el 22 de marzo de 2010. Una vez que parte de la MLS, la liga y su equipo se convirtió en responsable de su educación. Fue el segundo jugador en firmar con el primer equipo directamente de la Academia del United , después portero Bill Hamid quien firmó con el primer equipo en septiembre de 2009.
Najar hizo su debut profesional el 27 de marzo de 2010, en el partido inaugural de la CC de la temporada de la Major League Soccer 2010 ante Kansas City.
Anotó su primer gol como profesional el 28 de abril de 2010 en un partido de la US Open Cup contra el F.C. Dallas. Najar fue elegido Novato del Año en la temporada de 2010, por delante de Tim Ream y Danny Mwanga.
Najar fue considerado por los expertos como de Soccer America Paul Gardner a ser uno de los mejores jugadores del DC United, a la temprana edad de 17 años. Él recibió el interés de clubes europeos, según su agente, y se esperaba que mover sus servicios allí más tarde en su carrera, posiblemente tan pronto como el final de la temporada 2010. Sin embargo, se anunció en diciembre de 2010 que Najar había firmado un contrato de varios años con el DC United|
Najar fue el único jugador de la Academia del DC United para ser llamado a competir en los Juegos Olímpicos de 2012.

### Anderlecht

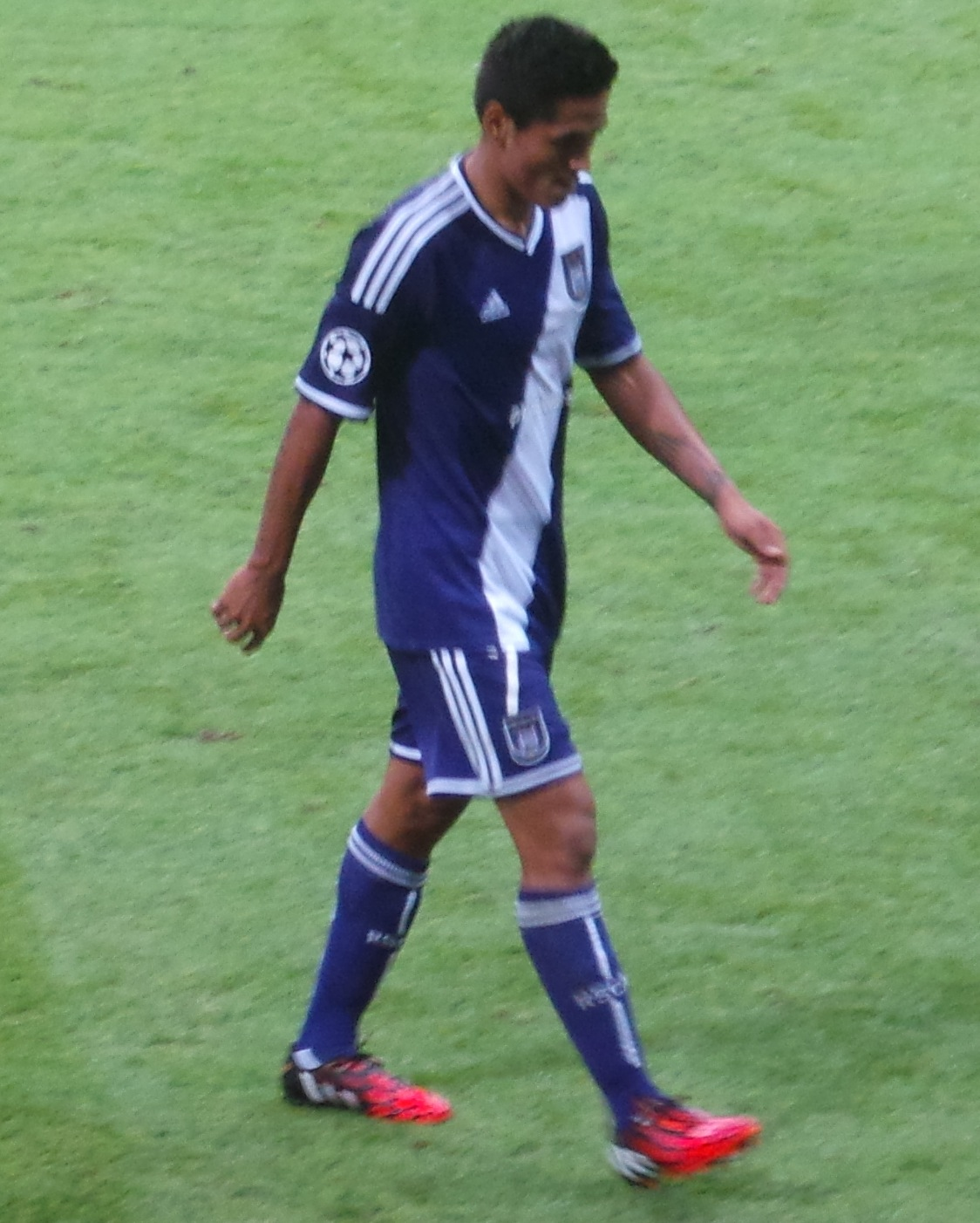
Andy jugando con el Anderlecht en 2014.

El 30 de enero de 2013, se hizo oficial el fichaje de Andy Najar al RSC Anderlecht en un contrato de 4 años por alrededor de $3 millones.
Debutó el 2 de agosto de 2013 ante el Cercle Brugge. 

El 22 de octubre de 2014, Najar abrió el marcador para el Anderlecht en la segunda mitad de su partido de UEFA Champions League contra el Arsenal F.C., pero dos goles para el lado Inglés asegurado una derrota 1-2 para el campeón belga.

### Los Angeles F.C.
El 10 de junio de 2020 se confirmó su fichaje con un contrato de jugador franquicia por Los Angeles F.C., lo cual representó su regreso a la Major League Soccer después de siete años en Europa. El 23 de julio de 2020 hizo su reestreno en la MLS durante el empate de 2-2 contra Portland Timbers. Fue subcampeón de la Liga de Campeones de la Concacaf 2020 al perder la final ante Tigres UANL.

### Regreso al D.C. United
El 16 de abril del 2021 firmó oficialmente el contrato que estableció su regreso al D.C. United. 

## Selección nacional
Fue convocado por primera vez a la selección de fútbol de Honduras el 5 de noviembre de 2010 para un partido amistoso contra Panamá. Sin embargo, Najar no pudo atender a esa convocatoria debido a que tenía un compromiso con su equipo. 
El 4 de septiembre de 2011 debutó en un amistoso contra Colombia, sustituyendo a Jerry Bengtson en el minuto 70' del partido. Aquel partido que tuvo lugar en el Arena Red Bull de Nueva Jersey finalizó con victoria de 2-0 para los colombianos.
El 5 de mayo de 2014 se anunció que Najar había sido convocado entre los 23 jugadores que disputaron la Copa Mundial de Fútbol de 2014 en Brasil con Honduras.

### Participaciones en Copas del Mundo
| Mundial                        | Sede   | Resultado    |
| ------------------------------ | ------ | ------------ |
| Copa Mundial de Fútbol de 2014 | Brasil | Primera fase |

### Participaciones en Juegos Olímpicos
| Juegos Olímpicos              | Sede        | Resultado        |
| ----------------------------- | ----------- | ---------------- |
| Juegos Olímpicos Londres 2012 | Reino Unido | Cuartos de final |

### Goles internacionales
| #  | Fecha               | Lugar                      | Rival            | Goles | Resultado | Competición                      |
| -- | ------------------- | -------------------------- | ---------------- | ----- | --------- | -------------------------------- |
| 1. | 21 de julio de 2013 | Baltimore, Estados Unidos. | Costa Rica       | 1-0   | 1-0       | Copa Oro 2013                    |
| 2. | 29 de marzo de 2015 | San Pedro Sula, Honduras.  | Guayana Francesa | 1-0   | 3-0       | Clasificación para Copa Oro 2015 |
| 3. | 29 de marzo de 2015 | San Pedro Sula, Honduras.  | Guayana Francesa | 2-0   | 3-0       | Clasificación para Copa Oro 2015 |
| 4. | 10 de julio de 2015 | Boston, Estados Unidos.    | Panamá           | 1-1   | 1-1       | Copa Oro 2015                    |

 Anunció que en las eliminatorias concacaf 2026 se retire de la selección de fútbol de honduras

## Clubes
| Club           | País           | Año       | Partidos | Goles | Asistencias | Media goleadora |
| -------------- | -------------- | --------- | -------- | ----- | ----------- | --------------- |
| DC United      | Estados Unidos | 2010-2012 | 86       | 10    | 9           | 0.12            |
| RSC Anderlecht | Bélgica        | 2013-2020 | 163      | 14    | 15          | 0.09            |
| Los Angeles FC | Estados Unidos | 2020      | 8        | 0     | 0           | 0               |
| DC United      | Estados Unidos | 2021-2023 | 72       | 1     | 6           | 0.02            |
| CD Olimpia     | Honduras       | 2024      | 39       | 2     | 1           |                 |
| Nashville SC   | Estados Unidos | 2025-     | 18       | 1     | 6           | 0.06            |
| Total          | Total          | Total     | 386      | 28    | 37          | 0.07            |

## Palmarés

### Campeonatos nacionales
| Título               | Club       | País    | Temporada |
| -------------------- | ---------- | ------- | --------- |
| Supercopa de Bélgica | Anderlecht | Bélgica | 2013      |
| Primera División     | Anderlecht | Bélgica | 2013-14   |
| Supercopa de Bélgica | Anderlecht | Bélgica | 2014      |
| Primera División     | Anderlecht | Bélgica | 2016-17   |
| Supercopa de Bélgica | Anderlecht | Bélgica | 2017      |

### Distinciones individuales
| Distinción                                                                | Año  |
| ------------------------------------------------------------------------- | ---- |
| Novato del Año de la MLS                                                  | 2010 |
| Entre los mejores futbolistas jóvenes del 2015 según Outsideoftheboot.com | 2015 |